# Batalla de Curalaba
La batalla de Curalaba (conocida también como desastre de Curalaba o victoria de Curalaba) fue un importante enfrentamiento militar entre las fuerzas hispanas y araucanas ocurrido en la madrugada del 23 de diciembre de 1598. Es considerado como una de las principales acciones bélicas de la guerra de Arauco. Consistió en la total aniquilación de una columna comandada por el gobernador real de Chile, Martín Óñez de Loyola, a manos de las huestes dirigidas por los toquis mapuches Paillamachu, Pelantaro, Huaiquimilla y Anganamón. Esta derrota y la muerte del gobernador desencadenaron la destrucción de las siete ciudades y fuertes hispanos entre el río Biobío y el canal de Chacao.
En el contexto general de la guerra, esta batalla abrió la rebelión mapuche de 1598, terminó con la estrategia hispana de conquistar totalmente la región región de Arauco, abriendo paso a los períodos de guerra defensiva y, posteriormente, a la implementación de una política diplomática basada en los llamados parlamentos. La importancia de este combate reside más en su efecto desmoralizador sobre los hispanos, que en su magnitud material o el número de hombres involucrados.

## Antecedentes

### Paillamapu, Pelontrarü, Huaiquimilla y Ankanamün
Según los cronistas, los mapuche se encontraban molestos por el establecimiento de nuevas fundaciones, recientemente edificadas por el gobernador Martín García Óñez de Loyola y veían esas nuevas poblaciones como una evidencia de que para los hispanos no bastaba con el terreno ya conquistado. Pero la principal causa del descontento es atribuida a la indignación por el trato dado a los indígenas, a los "servicios personales" impuestos en lavaderos de oro y otros trabajos forzados en condiciones de esclavitud.
Alarmados, diversos grupos ungieron como toqui general de la próxima guerra a Paillamapu, que vivía en Ranquilco. También le acompañaron los toquis de Purén y Pellahuén: Pelantaro, Anganamón y Huaiquimilla. Fue Anganamón, y no Pelantaro, quien dio muerte al Gobernador Loyola. Tras la victoria en Curalaba, el toqui Paillamapu envía flechas ensangrentadas a todos los puntos de Arauco, para la que fue la mayor reunión de guerra de los mapuches, en las vegas e islas de Ranquilco.

### Acciones previas del gobernador
En 1597, el gobernador García Óñez de Loyola ordenó construir un fuerte en Lumaco. Llegado el invierno de ese año, Loyola instruyó al capitán Andrés Valiente y un pequeño grupo de soldados que defendieran a toda costa el fuerte recién construido hasta la primavera. Pero en el invierno del año siguiente los mapuches, al mando del toqui mayor Paillamapu, destruyeron Lumaco y se hicieron con piezas de artillería, arcabuces y otras armas.
A mediados de diciembre de 1598, el gobernador García Óñez de Loyola se encontraba en la ciudad de La Imperial. Venía de recorrer las fundaciones más australes del reino; Valdivia, Osorno y Villarrica en visita de inspección y tratando de enganchar algunos soldados que engrosaran sus filas para la campaña que se proponía llevar a cabo a la brevedad contra los mapuches no sometidos.
Entonces el capitán Hernando Vallejo, jefe de la ciudad de Angol, le envió un mensajero indígena, solicitando urgente socorro, pues creía que sería atacado de un momento a otro. Los clanes de Purén estaban evidentemente sublevados. Dos españoles, que habían osado alejarse del fortín de Longotoro, que resguardaban, habían sido asesinados, y había fuertes señales de concentraciones de guerreros.
Sin tardanza, el 21 de diciembre, partió el gobernador al mando de una fuerza de auxilio.

## Acción

### Óñez de Loyola avanza

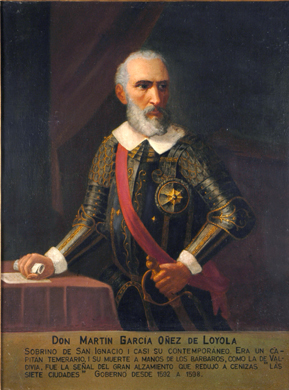
El gobernador Martín García Óñez de Loyola, quien murió en la batalla; óleo de 1874 atribuido a Pedro León Carmona.

El gobernador Martín García Óñez de Loyola emprendió, acompañado de 150 soldados y 300 indios auxiliares, el viaje entre las ciudades de La Imperial y Angol, en la zona habitualmente disputada durante la Guerra de Arauco. La travesía obligaba a su columna a adentrarse en los intrincados pantanos de Lumaco y Tucapel, habitual refugio de los mapuches en pie de guerra. Pero Óñez, confiado en la superioridad de sus fuerzas, avanzó aparentemente sin cuestionarse la peligrosidad del movimiento.
En la noche del 21 la fuerza acampó en un lugar denominado Paillachaca, a una legua de La Imperial. Al día siguiente, la columna avanzó sin novedad 9 leguas (48,6 km). Tras esta segunda jornada acamparon en un paraje llamado Curalaba, junto al río Lumaco, cercado por cerros abruptos y a un costado del camino real. Al frente estaban las ruinas del fuerte Lumaco, construido por Loyola tras décadas de intentos fallidos en 1597. Este fuerte sufrió asedios constantes de los indígenas, hasta que fue destruido en el invierno de 1598. Por lo tanto, Curalaba era la opción más segura y viable para pernoctar por parte de los españoles.

### La sorpresa
La imprevisión de la tropa y sus jefes fue entonces notoria. Soltaron sus cabalgaduras para que pastaran, y acamparon sin despachar partidas de exploradores. Simplemente se establecieron turnos de vigías que, producto del relajamiento de la disciplina militar que imperaba en las tropas españolas, posiblemente no fueron cumplidos a cabalidad.
Los españoles después supusieron que el mismo mensajero indígena que llevó el mensaje de Angol a La Imperial previno a las fuerzas mapuche del camino que debía tomar la caravana de Óñez de Loyola. Como sea, el futa toki Paillamapu y su toki Pelontrarü, habían concentrado sus fuerzas en las cercanías. Reunió allí su avanzada de unos 300 mapuche, que dividió en tres cuadrillas. Se reservó el mando de una de ellas y entregó las otras dos a los loncos Ankanamün y Huaquimilla de Lumaco.
El ataque, tras un sigiloso avance nocturno, se desató en los primeros momentos del alba del día 23 de diciembre. El ímpetu de los indígenas sorprendió a los españoles en el mayor descuido y desorganización. Muchos soldados castellanos trataron de huir despeñándose en un barranco cercano. Solo un arcabucero alcanzó a disparar un tiro solitario, antes de ser muerto de un macanazo. El gobernador no alcanzó a vestir su armadura y aunque logró tomar su escudo y espada y empeñar la lucha por breves momentos, Ankanamün le dio un lanzazo dándole muerte.
Los españoles murieron casi en su totalidad. El gobernador pereció, al igual que el corregidor de Angol, capitán Juan Guirao; el capitán Antonio de Galleguillos y Villegas y algunos frailes franciscanos que acompañaban a la comitiva, Juan de Tovar y Miguel Rosillo. El primero de estos últimos fue durante un tiempo venerado en Chile como mártir. Murieron también muchos indios auxiliares. Según la tradición, sobrevivieron solo dos españoles, el clérigo Bartolomé Pérez y el soldado Bernardo de Pereda. El primero fue canjeado por los indígenas dos años después y este último quedó en el campo de batalla con 23 heridas por lo que fue dado por muerto, pero sobrevivió.
Pelontrarü, que ya guardaba el cráneo de Pedro de Valdivia, sumó a su botín el de Óñez de Loyola.

### Presagios
Diversos autores españoles contemporáneos, como el capitán Fernando Álvarez de Toledo, autor del poema épico Purén indómito, y el cronista Diego de Rosales refieren apariciones agoreras en el cielo de Chile, supuestamente vistas el día de Santo Tomás, 21 de diciembre, cuando Óñez de Loyola, partía de La Imperial rumbo a su derrota.
Estos relatos, bastante difundidos, hablan de que en el cielo las nubes se abrieron extrañamente, dejando ver combatientes, aves enigmáticas y otras figuras.
Es un ejemplo curioso, pero no aislado, de la pervivencia de este tipo de relatos folclóricos en la Guerra de Arauco, asociados desde la Antigüedad Clásica con batallas funestas y campañas mal dadas. Siendo sabido que desde la Antigua Roma, el vuelo de las aves es considerado un presagio antes del combate.
Por otro lado, la mitología mapuche concedía a la forma y movimiento de las nubes un significado simbólico asociado a la guerra. Por lo que es posible que estos relatos representen una forma de sincretismo entre dos tradiciones culturales.

## Efectos
La batalla de Curalaba se convirtió en el inicio efectivo de la rebelión mapuche de 1598, que terminó finalmente con todas las ciudades al sur del río Biobío; excepto Castro, que sobrevivió al alzamiento gracias a la condición insular de Chiloé. De ahí en adelante los gobernantes hispanos dejarían de intentar ocupar la región de Arauco de la misma manera que se realizó a lo largo del siglo XVI; y quedaría dividido el territorio del reino de Chile:
- El territorio norte (gobernado por la Capitanía General de Chile), que tendría su frontera sur de facto en el río Biobío (El territorio de Arauco).
- El territorio sur (conformado por Chiloé) tendría como frontera norte la costa continental del canal de Chacao (el territorio huilliche); exceptuando por el posterior territorio conquistado con la refundación de la ciudad de Valdivia, en 1645. Así, solo a fines del período hispánico (a fines del siglo XVIII), los territorios comprendidos entre Valdivia y Chiloé, serían unidos a partir de la refundación de la ciudad de Osorno y la creación del camino real.

La Corona, por otro lado, comprende que deberá incurrir en gastos para mantener sus posiciones chilenas, por lo que terminará por instituir el cuantioso subsidio denominado Real Situado, que comenzó a remitirse desde el Perú a Chile, en 1600.
Posterior a estos hechos se considera que se da fin al periodo de la Conquista de Chile, y se inicia el periodo del Chile Hispánico.

### Presencia hispana en la zona de Arauco (entre el Bíobío y Valdivia)
El revés militar hizo que el rey Felipe III decidiera, en 1599, enviar un oficial veterano de las campañas europeas a dirigir la guerra de Arauco: Alonso de Ribera. Este gobernador terminará por sentar las bases de la estrategia militar en la frontera de facto mapuche, sobre la base de la profesionalización de un ejército permanente y la consolidación de una frontera defendible.

### Presencia hispana en la zona huilliche continental (entre Valdivia y el seno de Reloncaví)
Respecto al territorio sur perdido, (entre Valdivia y Chiloé), que antes había sido el de la jurisdicción de Osorno, pertenecerían ahora a los gobiernos de Valdivia (que sería refundada)[cita requerida] y de Chiloé, teniendo el río Bueno como límite divisorio; sin embargo, al igual que la zona de Arauco, ninguno de ellos tenía presencia real en él, salvo los fuertes chilotes en la tierra firme de esa provincia (los puestos o enclaves militares de San Antonio de la Ribera de Carelmapu, San Miguel de Calbuco y, desde mediados del XVII, San Francisco Javier de Maullín), en el borde meridional de dicha frontera.
Referente a la presencia esporádica de hispanos en la zona entre Valdivia y Chiloé, a pesar de que desde la plaza de Valdivia era más fácil el acceso hacia esa zona, fueron los pobladores hispanos de Chiloé los que en el siglo XVII mantuvieron mayor contacto con este territorio por medio de malocas esclavistas, manteniendo en una época una frontera “de guerra viva”. Los vecinos de Chiloé siempre vieron su extensa frontera norte continental como una tierra por “pacificar” y recuperar, por estar dentro de su jurisdicción. Era una guerra a la manera de malocas, entradas y trasnochadas, con salidas de Chacao, Carelmapu y Calbuco, apoyados por los indios reyunos (que también eran huilliches descendientes de los de Osorno), pero que habían huido a Calbuco junto con sus encomenderos. Las malocas hispanas posteriormente dejaron de realizarse solo porque la Capitanía General lo ordenó; poniéndose fin así a las campeadas chilotas que buscaban venganza y esclavos para restaurar el honor del revés sufrido por el abandono de la ciudad de Osorno.

## Recreación histórica
Desde 2018, la comunidad organizada de la comuna de Lumaco en conjunto con el municipio local, dan vida a una puesta en escena teatral, donde recrean los acontecimientos del épico evento. Con cerca de 200 recreadores y recreadoras en escenas, Kuralaba ha tenido tres exitosas versiones.